# Crocidura caspica
Crocidura caspica és una espècie de mamífer eulipotifle de la família de les musaranyes (Soricidae) que es troba a les regions costaneres del sud-oest de la mar Càspia: l'Iran i l'Azerbaidjan.